# Hàn Bái
Hàn Bái (1889-1928), tên thật là Lê Văn Bái hoặc Lê Bái, vốn là con của một quan lãnh binh dưới thời nhà Nguyễn. Ngoài học võ với cha, ông còn học thêm võ Thiếu Lâm với hai võ sư người Hoa nổi tiếng tại Quảng Châu là Lý Quân và Triệu Quang Chảo. Năm 1918, ông về nước và bắt đầu dạy võ tại Hà Nội. Ngày nay, các thế hệ môn sinh của ông tiếp tục truyền dạy võ thuật của ông dưới tên gọi "Hàn Bái Đường".
Hàn Bái có hai bạn đồng môn là Bảy Mùa và Ba Cát.
Ba vị võ sư Hàn Bái, Ba Cát, Bảy Mùa được giới hâm mộ võ thuật đời sau gọi là "Tam Nhật" (ba mặt trời), vì các vị này đã có công khôi phục truyền thống luyện tập võ thuật tại Việt Nam vào đầu thế kỷ XX. Một trong những đệ tử nổi tiếng của ông là Vũ Bá Oai.